# Bataille de Pyliavtsi
Soulèvement de Khmelnytsky
Batailles
- Jovti Vody
- Korsoun
- Starokostiantyniv
- Pyliavtsi
- Mazyr
- Loïew
- Zakhal (en)
- Zbaraj (en)
- Zboriv (en)
- Krasne (en)
- Kopytchyntsi (en)
- Berestetchko
- Loïew (en)
- Bila Tserkva (en)
- Batih (en)
- Jvanets

La bataille de Pyliavtsi (en ukrainien : Пилявцi, en polonais : Piławce) le 23 septembre 1648 est la troisième bataille importante du soulèvement de Khmelnitski. Près du site du village actuel de Pyliava, qui appartenait à l'époque au Royaume de Pologne, et se trouve maintenant dans le centre-ouest de l'Ukraine, les forces polono-lituaniennes rencontrent une force numériquement supérieure de cosaques ukrainiens et de Tatars de Crimée sous le commandement de Bohdan Khmelnytsky et Toğay bey. Les forces du de la république des Deux Nations subissent une troisième défaite consécutive.

## Contexte
Au début du soulèvement de Khmelnytsky dans les premiers mois de 1648, les forces polonaises tentent de le réprimer mais subissent deux défaites aux batailles de Jovti Vody et Korsoun. Le 20 mai survient la mort du roi Władysław IV et le chancelier Jerzy Ossolinski convoque un congrès de notables à Varsovie le 9 juin, au cours duquel Zaslawski, Ostrorog et Koniecpolski sont désignés commandants provisoires, et Adam Kisiel est chargé d'entrer en négociations avec Khmelnitski. Le 27 juin, la région de Bratslav, la Volhynie et la région du sud de Kiev sont touchées par le soulèvement, Khmelnytsky s'arrête à Bila Tserkva, Toğay bey se livre à des raids avec sa horde et le khan retourne en Crimée avec deux cent mille captifs. En août, la mission de Kisiel a échoué et la trêve touche à sa fin.
L'armée polonaise organisée en Galice, dirigée par le triumvirat impopulaire des commissaires de la Couronne Władysław Dominik Zasławski, Mikolaj Ostroróg et Aleksander Koniecpolski, tous trois ridiculisés par Khmelnytsky comme peryna (le duvet), latyna (le latiniste) et dytyna (l'enfant). L'armée de Zaslawski marche vers Zbaraj le 16 août sur les traces d'une autre armée polonaise menée par Jeremi Wiśniowiecki et stationné dans le sud de la Volhynie après les combats de Starokostiantyniv. Ces armées fusionnent le 1er septembre à Tchovhanskyi Kamin.
Khmelnytsky est cantonné près de Pyliavtsi au sud-est de Starokostiantyniv.
Un régiment avancé commandé par Koniecpolski et Ostrorog traverse la rivière Ikopot à Rossolivtsi le 6 septembre et rencontra une garnison cosaque près de Starokostiantyniv, qui du jour au lendemain abandonne la ville à l'armée polonaise. Plutôt que d'occuper la forteresse les Polonais avancent sur la position de Khmelnytsky à Pyliavtsi, convaincus "qu'il ferait n'importe quoi pour éviter une bataille" en attendant l'arrivée des Tatars.
Le 8 septembre, les troupes de cavalerie polonaises sous le commandement de Mykola Zatsyvilkovsky s'approchent des positions cosaques à Pyliavtsi et campent sur l'Ikva en face de Khmelnytsky.

## Déroulement de la bataille

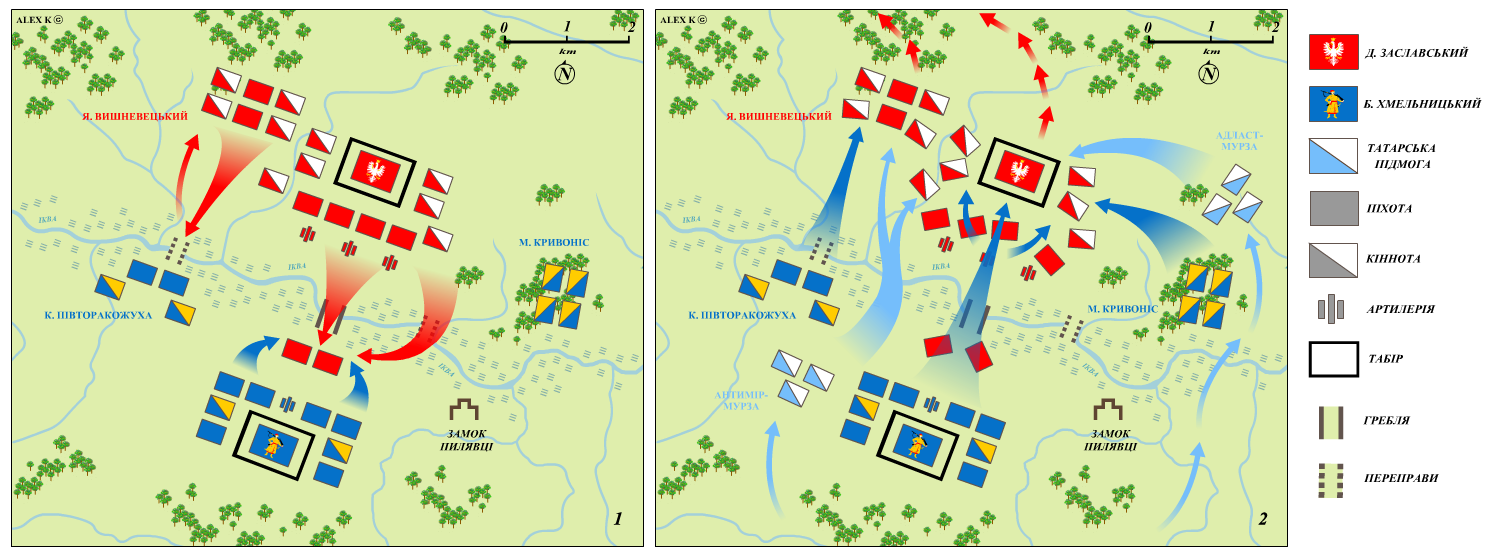
Le schéma de la bataille.

Après plusieurs jours de batailles mineures, Khmelnytsky mène son armée le matin du 13 septembre en criant "Pour la foi, braves guerriers, pour la foi !", Tuant de nombreux cavaliers polonais alors qu'ils fuyaient à travers l'Ikva. Cette nuit-là, les commandants polonais décident de se retirer à Starokostiantyniv le lendemain, Wiśniowiecki étant chargé de courvrir la retraite. Cependant, des rumeurs commencent à circuler parmi les troupes selon lesquelles les commandants avaient abandonné le camp et pris la fuite. La retraite tourne à la débandade, abandonnant le matériel et les blessés. Ne s'arrêtant pas à Starokostiantyniv, Koniecpolski est allé à Brody, Ostrorog à Olesko, Zaslawski à Vychnivets.

## Conséquences
Les Polonais laissent derrière eux un « butin immense et inouï », comprenant cent mille wagons chargés, et les « Cosaques se jetèrent alors, complètement désarmés, … dans le pillage du camp », ce qui « affaiblit considérablement le désir du vainqueur de se lancer une poursuite ». Même la « Horde tatare, arrivée après la déroute... n'a prêté aucune attention à faire des prisonniers... mais s'est appliquée à garder le butin assorti ». Quelques jours plus tard, Khmelnytsky s'empara de Zbaraj, « la résidence du plus grand ennemi des Cosaques, Jeremi Wiśniowiecki », et partit assiéger Lwów du 28 septembre au 15 octobre, levant le siège après le paiement 500 000 złotys en « argent, métal, biens, et des fournitures » (330 000 sont reversés aux Tatars). Il assiège ensuite Zamość du 27 octobre au 22 novembre, avant de recevoir 20 000 złotys.
La Diète polonaise se réunit le 26 septembre 1648 (6 octobre dans le calendrier grégorien) et désigne Jeremi Wiśniowiecki comme Hetman de la couronne, Andrzej Firlej comme Hetman de campagne et Jean II Casimir Vasa comme roi le 17 novembre. Ce dernier dépêche Jakub Smiarowski pour demander à Khmelnytsky de se retirer « aux endroits habituels ». Khmelnytsky quitte Zamość le 24 novembre, le roi confirme Khmelnytsky comme hetman en décembre et Khmelnytsky entre à Kiev avant Noël.